# PGP Corporation
PGP Corporation una dintre cele mai mari companii de sofware pentru securitatea și protecția datelor din lume.
Compania a fost înființată în anul 2002 și se ocupă cu dezvoltarea aplicațiilor software pentru criptarea e-mailuri-lor și a datelor.
PGP Corporation are sediul central în Statele Unite și unități de operare în Anglia, Germania, Franța și Japonia.
Soluțiile PGP sunt utilizate de mai mult de 110.000 de companii și de agenții guvernamentale.
Compania dezvoltă produsul PGP Encryption Platform, care este un set de aplicații integrate pentru securitatea datelor pentru e-mail, laptop-uri, desktop-uri, mesagerie instantanee, smartphone-uri, stocare în rețea, transfer de fișiere, procese automatizate și backup.
Număr de angajați în 2010: 325
Cifra de afaceri în 2008: 31,7 milioane dolari